# 修湛
修 湛（しゅう たん、? - 322年）は、中国の五胡十六国時代の人物。父は修則、兄弟に修允。

## 生涯
天紀3年（279年）、兄弟の修允が亡くなると、（年少だったためか）継承を認められず修氏代々の部曲は解散させられた。
永昌元年（322年）頃、顧寿が交州刺史に就くと長史・胡肇らを殺し、また帳下督の梁碩も殺害しようとした為、梁碩が逆襲して交州を支配した。東晋政府の王敦が王機を派遣すると梁碩は着任を阻み、また自ら交趾太守を領し、前の交州刺史（修則）の子である修湛に州の政務を代行させた。
王敦は次に王諒を刺史に任じた際に「梁碩と修湛は国賊であり、着任すればすぐ斬るように」と言い含めた。王諒が州に到着すると修湛は退いて九真郡に帰り、広州刺史・陶侃の勧めで王諒の役所を訪問しようとした。しかし、王諒は人を遣って拒み、そこで捕縛されてしまう。その時、王諒と同席していた梁碩は「彼はさきの州将の子であり、有罪ならば追放するだけでよく、殺すには足らない。」と弁護したが、王諒は「それは君にとっての義理であり、私が関知するところではない。」と言って、修湛は処刑された。